# Hans Fuglsang-Damgaard
Hans Fuglsang-Damgaard (29. juli 1890 på Fuglsang i Ørsted, Oksenvad Sogn – 8. juli 1979 i Kongens Lyngby) var biskop i Københavns Stift fra 1934 til 1960. Er en af det 20. århundredes mest betydningsfulde danske biskopper i forbindelse med sin rolle som Primas for Folkekirken.
Under besættelsen udarbejdede han på vegne af bispekollegiet hyrdebrevet i 1943, som fordømte jødeforfølgelserne. Hans modstandsaktiviteter under besættelsen knytter sig til hans embedsførelse som biskop.
Han er begravet på Sorgenfri Kirkegård.